# Острув (Влощовський повіт)
Острув (пол. Ostrów) — село в Польщі, у гміні Красоцин Влощовського повіту Свентокшиського воєводства.
Населення — 423 особи (2011).
У 1975-1998 роках село належало до Келецького воєводства.

## Демографія
Демографічна структура на день 31 березня 2011 року:
|          | Загалом | Допрацездатний вік | Працездатний вік | Постпрацездатний вік |
| -------- | ------- | ------------------ | ---------------- | -------------------- |
| Чоловіки | 219     | 45                 | 147              | 27                   |
| Жінки    | 204     | 36                 | 116              | 52                   |
| Разом    | 423     | 81                 | 263              | 79                   |